# ジャスパー郡 (アイオワ州)
ジャスパー郡（英: Jasper County）は、アメリカ合衆国アイオワ州の中央部に位置する郡である。2010年国勢調査での人口は36,842人であり、2000年の37,213人から1.0％減少した。2000年では人口で州内第19位の郡だったが、減少したにもかかわらず2010年では第18位に上がった。郡庁所在地はニュートン市（人口15,254人）であり、同郡で人口最大の都市でもある。ジャスパー郡は1846年に設立され、郡名はアメリカ独立戦争の英雄ウィリアム・ジャスパー軍曹に因んで名付けられた。
ジャスパー郡はその全体でニュートン小都市圏を構成し、さらにデモイン・ニュートン・ペラ広域都市圏に属している。

## 地理
アメリカ合衆国国勢調査局に拠れば、郡域全面積は732.93平方マイル (1,898.3 km2)であり、このうち陸地729.99平方マイル (1,890.7 km2)、水域は2.94平方マイル (7.6 km2)で水域率は0.40％である。スカンク川の北と南の支流が郡内を流れている。水域にはマリポサ湖やロック・クリークが含まれている。

### 主要高規格道路
- 州間高速道路80号線
- アメリカ国道6号線
- アメリカ国道65号線
- アイオワ州道14号線
- アイオワ州道117号線
- アイオワ州道163号線
- アイオワ州道224号線
- アイオワ州道330号線

### 隣接する郡
- マーシャル郡 - 北
- ポウシーク郡 - 東
- マハスカ郡 - 南東
- マリオン郡 - 南
- ポーク郡 - 西
- ストーリー郡 - 北西

## 人口動態

### 2010年国勢調査
以下は2010年国勢調査による人口統計データである。
基礎データ
- 人口: 36,842人
- 人口密度: 19人/km2（50人/mi2）
- 住居数: 16,181軒
- 使用住居: 14,806軒[6]

### 2000年国勢調査

2000人口ピラミッド

以下は2000年国勢調査による人口統計データである。
| 基礎データ - 人口: 37,213人 - 世帯数: 14,689 世帯 - 家族数: 10,267 家族 - 人口密度: 20人/km2（51人/mi2） - 住居数: 15,659軒 - 住居密度: 8軒/km2（22軒/mi2） 人種別人口構成 - 白人: 97.58% - アフリカン・アメリカン: 0.83% - ネイティブ・アメリカン: 0.22% - アジア人: 0.44% - 太平洋諸島系: 0.05% - その他の人種: 0.26% - 混血: 0.62% - ヒスパニック・ラテン系: 1.01% 年齢別人口構成 - 18歳未満: 24.6% - 18-24歳: 7.4% - 25-44歳: 28.6% - 45-64歳: 23.4% - 65歳以上: 16.0% - 年齢の中央値: 38歳 - 性比（女性100人あたり男性の人口） - 総人口: 101.6 - 18歳以上: 99.7 | 世帯と家族（対世帯数） - 18歳未満の子供がいる: 31.7% - 結婚・同居している夫婦: 59.3% - 未婚・離婚・死別女性が世帯主: 7.4% - 非家族世帯: 30.1% - 単身世帯: 26.1% - 65歳以上の老人1人暮らし: 11.8% - 平均構成人数 - 世帯: 2.42人 - 家族: 2.92人 収入と家計 - 収入の中央値 - 世帯: 41,683米ドル - 家族: 50,071米ドル - 性別 - 男性: 36,001米ドル - 女性: 24,770米ドル - 人口1人あたり収入: 19,622米ドル - 貧困線以下 - 対人口: 6.5% - 対家族数: 4.8% - 18歳未満: 7.1% - 65歳以上: 7.0% |

## 政府の機関
アイオワ州矯正省のニュートン矯正施設が郡内のニュートン市に近い未編入領域にある。

## 都市と町

### 都市
| - ニュートン - 郡庁所在地 - バクスター - コルファクス - ケロッグ - ラムグロー - リンビル - ミンゴ | - ミッチェルビル（部分） - モンロー - オークランドエーカーズ - プレーリーシティ - リーズナー - サリー - バレリア |

### 未編入の町
| - アイラ | - キルダフ | - ラッシュビル |

### 郡区
- ブエナビスタ郡区
- クリアクリーク郡区
- デモイン郡区
- エルククリーク郡区
- フェアビュー郡区
- ヒッコリーグローブ郡区
- インディペンデンス郡区
- ケロッグ郡区
- リングローブ郡区
- マラカ郡区
- マリポーサ郡区
- マウンドプレーリー郡区
- ニュートン郡区
- パロアルト郡区
- パウシーク郡区
- リッチランド郡区
- ロッククリーク郡区
- シャーマン郡区
- ワシントン郡区